# ريتشارد هال (لاعب كريكت)
ريتشارد هال (27 سبتمبر 1978 بورسستر في المملكة المتحدة - ) (بالإنجليزية: Richard Hall)‏ هو لاعب كريكت بريطاني. لعب مع Herefordshire County Cricket Club ‏.

## وصلات خارجية
- ريتشارد هال على موقع إي آس بي آن كريك إنفو (الإنجليزية)